# 193gy busz (Budapest)
A budapesti 193-as (gyors 193-as) jelzésű autóbusz Kőbánya-Kispest és Pestszentlőrinc, Mednyánszky utca között közlekedett. A vonalat a Budapesti Közlekedési Zrt. üzemeltette.

## Története
1995. december 1-jén új járat indult 193-as jelzéssel Kőbánya-Kispest, MÁV-állomás és Pestszentlőrinc, Mednyánszky utca között. 2008. február 11-étől 193E jelzéssel közlekedik és érinti a Felsőcsatári út megállóhelyet is.

## Útvonala
| Pestszentlőrinc, Mednyánszky utca felé | Kőbánya-Kispest felé |
| --- | --- |
| Kőbánya-Kispest vá. – Ferihegyi repülőtérre vezető út – Gyömrői út – Ráday Gedeon utca – Üllői út – Pestszentlőrinc, Mednyánszky utca vá. | Pestszentlőrinc, Mednyánszky utca vá. – Mednyánszky utca – Bartók Béla utca – Benczúr utca – Üllői út – Ráday Gedeon utca – Gyömrői út – Sibrik Miklós úti felüljáró – Kőbánya-Kispest vá. |

## Megállóhelyei
| 0  | Kőbánya-Kispest végállomás                   | 21 | 48, 51, 68, 85, 85, 93, 98, 98, 136, 151, 182, 184, 200, 282E, 284E, Keresztúr Helyközi buszok Kőbánya-Kispest |
| 10 | Szarvas csárda tér                           | 10 | 17, 80, 93, 182, 183, 184, 282E, 284E 50                                                                       |
| 16 | Béke tér (Üllői út) (↓) Béke tér (↑)         | 4  | 35, 135 50 |
| 16 | Háromszéki utca (↓) Rába utca (↑)            | 3  | 135 |
| 17 | Gyergyó utca (↓) Dávid Ferenc utca (↑)       | 2  | 135 |
| 18 | Laktanya (↓) Üllői út (↑)                    | 1  | 135 |
| 19 | Pestszentlőrinc, Mednyánszky utca végállomás | 0  | 135 |